# Xã Denver, Quận Adams, Nebraska
Xã Denver (tiếng Anh: Denver Township) là một xã thuộc quận Adams, tiểu bang Nebraska, Hoa Kỳ. Năm 2010, dân số của xã này là 958 người.